# Ford Motor Company of Southern Africa
Die Ford Motor Company of Southern Africa (Pty.) Ltd. ist ein Automobil- und Nutzfahrzeughersteller mit Unternehmenshauptsitz in Pretoria.
Es handelt sich um eine 100%ige Tochtergesellschaft der Ford Motor Company.

## Geschichte
Das Unternehmen wurde 1923 gegründet. Ein Jahr später wurden die ersten T-Modelle in Port Elizabeth montiert. Damit war Ford der erste Automobilhersteller in Südafrika.
Das Montagewerk in Silverton bei Pretoria wurde 1967 eröffnet (nach anderen Quellen 1968).
Zusammen mit der Sigma Motor Corporation, die damals zu Anglo American gehörte und u. a. Mazda-Modelle für den lokalen Markt produzierte, gründete Ford 1985 die South African Motor Corporation (Samcor). Im Jahr 1988 zog sich Ford aus wirtschaftlichen und politischen Gründen aus Südafrika zurück.
Von Samcor wurden Pkw- und Nutzfahrzeug-Modelle der Marken Ford, Mazda sowie die südafrikanische Version des Mazda 323 als Sao Penza produziert.
Eine Quelle bestätigt den Verkauf des Mazda 323 unter dem Markennamen Sao Penza zwischen 1991 und 1992 auf dem britischen Markt.
Mit der erneuten Übernahme von Samcor-Anteilen (45 %) im Jahr 1994 kehrte Ford nach Südafrika zurück.
Im Jahr 2000 übernahm Ford die Mehrheit der Samcor-Anteile, das damit zu Ford Motor Company of Southern Africa wurde. Der Vertrieb der Marke Mazda erfolgt seit 2014 wieder über ein eigenes Händlernetzwerk.
In Silverton werden derzeit Ford Ranger und Mazda BT-50 produziert. Zudem verfügt die FMCSA über ein 1964 eröffnetes Motorenwerk in Struandale nahe Port Elizabeth. Die dort gefertigten Aggregate werden in 148 Länder exportiert.

## Besondere Modelle

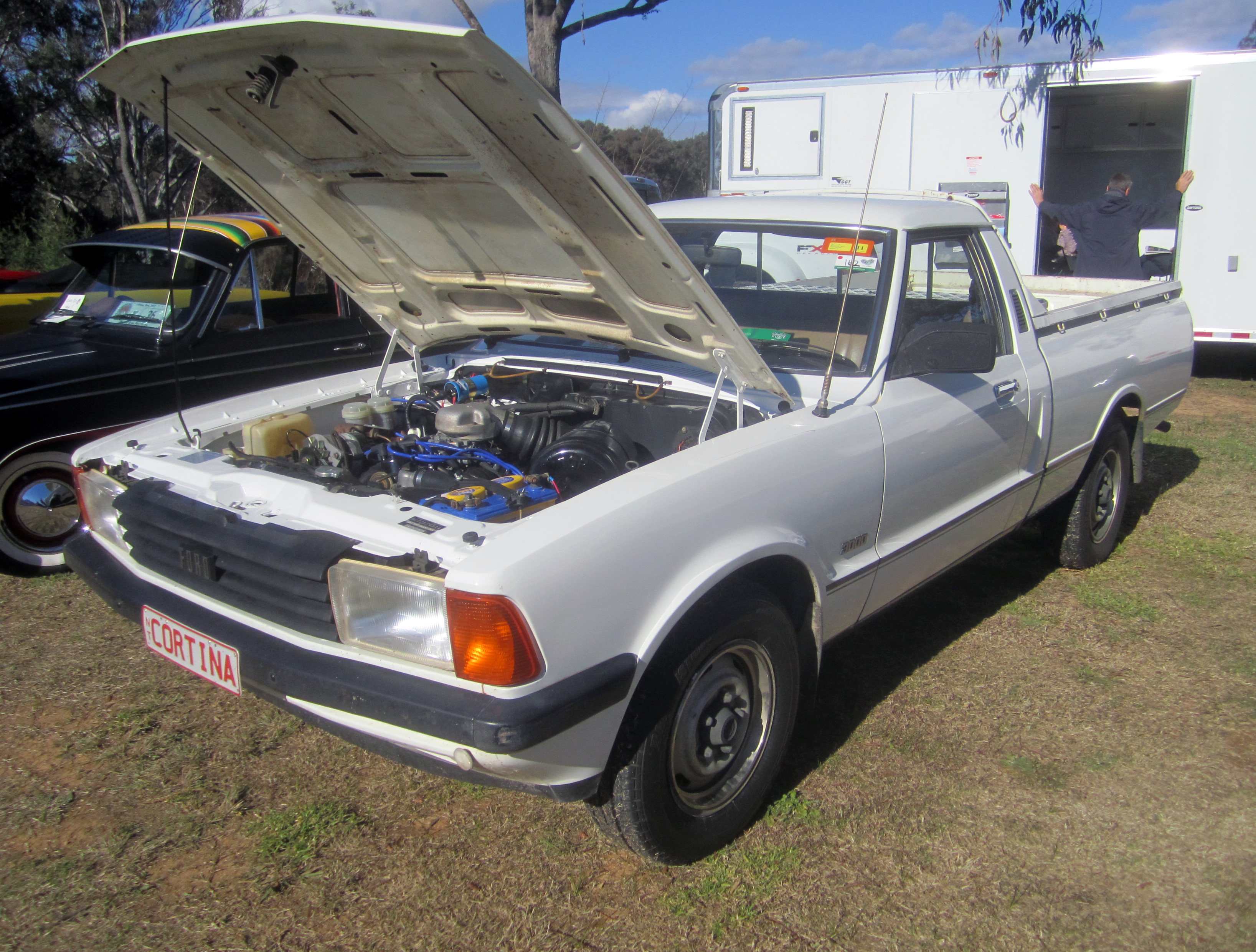
Ford Cortina Pick-up Mk V (1981)

Von 1971 bis 1987 wurde in Südafrika der Ford Cortina Pick-up (ab 1982: Ford P100) hergestellt. Er basierte auf dem jeweiligen Cortina-Modell und wurde ab 1982 nach Europa exportiert.
Nach dem Zusammenschluss mit der Samcor begann Ford, seine europäischen Modelle – Ford Escort und Ford Sierra – mit Badge-Engineering durch die auf Mazda-Modellen basierenden Ford Laser / Ford Meteor und Ford Telstar zu ersetzen. Der Ford Husky basierte auf dem Mitsubishi L300.
Internationale Bekanntheit erreichte das Modell Sierra XR8, von dem zwischen 1984 und 1988 insgesamt 250 Fahrzeuge hergestellt wurden. Das äußerlich an den Lufteinlässen an der Motorhaube zu erkennende Fahrzeug leistete bei 5 Litern Hubraum allerdings nur rund 209 PS.
Unter dem Namen Perana wurden zudem leistungsverstärkte südafrikanische Ford-Modelle nach Europa exportiert.